# Deceiver of the Gods
Deceiver of the Gods (engl. für Betrüger der Götter) ist das neunte Studioalbum der schwedischen Melodic-Death-Metal-Band Amon Amarth. Es erschien in Schweden und Finnland am 19., in Deutschland am 21. und in den USA am 25. Juni 2013. Der frühere Candlemass-Sänger Messiah Marcolin hat im Track "Hel" einen Gastauftritt.
Der Titel des Albums und das Artwork von Tom Thiel wurden am 12. April 2013 bekannt gegeben. Einen Tag später wurde auch der Titelsong des Albums auf der offiziellen Webseite der Band als Stream und Gratis-Download zur Verfügung gestellt.

## Track-Liste Album
1. Deceiver of the Gods (4:19)
2. As Loke Falls (4:38)
3. Father of the Wolf (4:19)
4. Shape Shifter (4:02)
5. Under Siege (6:17)
6. Blood Eagle (3:15)
7. We Shall Destroy (4:25)
8. Hel feat. Messiah Marcolin, ex-Candlemass (4:09)
9. Coming of the Tide (4:16)
10. Warriors of the North (8:12)

## Track-Liste "Under the Influence"-EP (Limited 2 CD digipak edition)
1. Burning Anvil of Steel (4:27)
2. Satan Rising (4:20)
3. Snake Eyes (3:13)
4. Stand Up to Go Down (3:27)